# 河野鉄兜

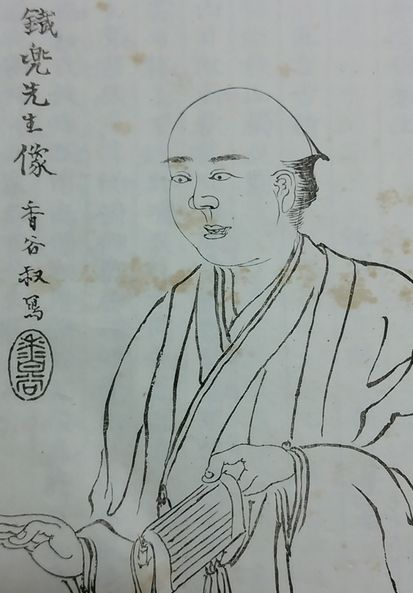
鉄兜遺稿掲載肖像画

河野 鉄兜（こうの てっとう、文政8年12月17日（1826年1月24日） - 慶応3年2月6日（1867年3月11日））は、江戸時代後期の儒者、漢詩人。幼名は俊蔵、名は羆・志久満・維羆、通称は絢蔵・絢夫、字は夢吉。号は鉄兜、のちに秀野・錦壇・祝田・雲南・晴南・秀史・秀生など。私諡して文崇。昭和3年（1928年）贈正五位。
幼時より漢詩の才能に優れ「芳野」の七絶は「芳野三絶」の一つとされ、その詩名は高い。中国においても一定の知名度がある。

## 生涯
伊予河野氏の出である河野三省の第3子として、播磨国揖東郡垣内（現在の兵庫県姫路市網干区）に生まれる。16歳で丸亀藩の儒学者秦其淵（吉田鶴仙）に5歳上の次兄・桂蔭とともに師事。あわせて姫路藩の仁寿山黌で学ぶ。
21歳で医業を揖保郡伊津村に開き、のち江戸に遊学する。嘉永4年（1851年）に林田藩に仕官し、藩校敬業館の教授となる。翌年より山陽諸州を歴遊し、松本奎堂、頼三樹三郎、森春濤など至る所で文芸の士と交流する。なお実家の医業は兄の桂蔭が継いだ。安政3年（1856年）に一度帰郷するも、翌年には林田に移住し、教務の傍ら私塾「新塾」を開いた。儒学者としては山崎闇斎に傾倒し、新旧折衷の一派を成した。
文久3年（1863年）正月、上京し当時二条城守護の任にあった藩主建部政和に謁見し、当時の形勢について意見を具申した。同年、高橋竹之助が門下に加わっている。同年夏より病に伏せ、回復することなく慶応3年（1867年）に43歳で没した。死因は好物の酒を長年に渡り摂取した結果の糖尿病であったとされる。
林田道林寺に葬られるが、後に三昧谷墓地に改葬。
子どもは2人居たが、鉄兜死後の河野家の困窮を見かねた山東直砥が長男の河野天瑞を引き取り、娘は門弟が引き取って養育した。
天瑞は幼少より俊才で、藩校の敬業館で学び、林鶴梁からも教えを受けた。明治5年（1872年）には神奈川県の洋学校修文館（星亨教頭)に入学した。その後東京帝国大学に入学し、明治16年（1883年）には工部省鉄道局に入局。日本各地と朝鮮の鉄道建設に携わる。民間人として呉鎮守府の建設や別子銅山の技師も務めた。
外孫重田定一は帝大史学科の喜田捨吉門下で、広島高師教授から文部省編輯官となり後に文学博士。

## 詩風
和漢の学問を究め、博覧強記として知られたが、中でも詩は最も得意とするところで、梁川星厳に師事し、「今山陽」（頼山陽の再来）と称された。

## 著作
- 金時香、中沢起一、河野鉄兜『天真名井考』出雲寺松柏堂、185?年。NCID BA66348661。
- 村上仏山、友石隣、河野鉄兜、江馬正人『佛山堂詩鈔」新鐫、額田正三郎 : 勝村伊兵衛 : 山城屋佐兵衛 : 菱屋友七郎、須原屋茂兵衛 : 敦賀屋九兵衛 : 河内屋吉兵衛 : 河内屋茂兵衛、1857年、NCID BA52369550。
- 河野鉄兜、小島慶徳『観界遺稿』虚明室、1865年、NCID BB21579079。
- 村上仏山、河野鉄兜『佛山堂詩鈔』丁子屋榮助、1870年、NCID BA55483789。
- 村上仏山、河野鉄兜『佛山堂詩鈔二編』3巻、	丁子屋榮助 : 菱屋孫兵衞 : 吉野屋仁兵衞 : 吉野屋甚助 : 堺屋仁兵衞 : 山城屋勘助、岡田屋嘉七、河内屋新次郎 : 河内屋正助、1870年、NCID BB16757393。
- 村上仏山、河野鉄兜『佛山堂詩鈔二編』3巻、丁子屋榮助 : 山城屋勘助 : 堺屋仁兵衞 : 吉野屋甚助 : 吉野屋仁兵衞 : 菱屋孫兵衞、河内屋正助 : 河内屋新次郎、岡田屋嘉七、1870年、NCID BB2823894X。

- 村上仏山、河野鉄兜『佛山堂詩鈔二編』3巻、丁子屋榮助 : 山城屋勘助 : 堺屋仁兵衞 : 吉野屋甚助 : 吉野屋仁兵衞 : 菱屋孫兵衞、河内屋正助 : 河内屋新次郎、岡田屋嘉七、1870年、NCID BC1233212X。
- 河野鉄兜、河野天瑞『鐵兠遺稿』白鷳樓 (河野天瑞)、1899年、NCID BA55368645。